# Allgood
Allgood è un comune degli Stati Uniti d'America situato nella contea di Blount dello Stato dell'Alabama.